# Haven - et eventyr
Haven - et eventyr er en dansk kortfilm fra 1991 instrueret med instruktion og manuskript af Maria Mac Dalland. Filmen er en kombination af realfilm og animation

## Handling
En lille prinsesse forlader barndommens eventyrslot, og drager ud i verden for at blive en stor prinsesse. Med sig har hun tre magiske tryllefrø, der, når hun bruger dem rigtigt, kan hjælpe hende igennem prøvelserne på hendes vej.